# Vajiny
Vajiny (en russe : Ва́жины) est une commune urbaine de l'établissement rural de Vajiny, dont il est le chef-lieu, du raïon de Podporojié dans l'oblast de Léningrad, dans le Nord russe. Sa population s'élevait à 2 402 habitants en 2023.

## Toponymie
Le nom vient de la rivière Vajinka, l'hydronyme est d'origine finno-ougrienne et remonte au mot sami vaadž - « femelle cerf ».

## Géographie
La localité est située dans l'oblast de Léningrad, un sujet de la Russie européenne, dans le district fédéral du Nord-Ouest. Vajiny est l'une des 72 localités du raïon de Podporojié,, un raïon du nord-ouest de l'oblast. Le centre administratif du raïon est la ville de Podporojié. Le raïon se trouve entre le lac Onega au nord-est et le lac Ladoga au sud-ouest, dans la vallée du Svir. Le Svir est la rivière qui délimite une partie de la frontière sud de la région historique de la Carélie, dont la localité fait partie.
Vajiny, comme tout l'oblast de Léningrad, est située dans le fuseau horaire MSK (heure de Moscou). Le décalage horaire appliqué par rapport au temps universel coordonné est +03:00.
Vajiny fait partie de l'établissement urbain de Vajiny, une des cinq entités municipales du raïon, dont il est le chef-lieu,.

## Histoire
Vajiny, en tant que pogost au sein des pogost de Zaonejski, est connu depuis 1587. Le pogost était situé près du village de Migunovskaïa, dont l'église en bois de la Résurrection de la première moitié du XVIIe siècle a survécu jusqu'à nos jours. Ici, les collecteurs de Novgorod collectaient des impôts pour le trésor du souverain sur les navires naviguant le long du Svir.
Sous l'Empire russe, la localité faisait partie du volost de Vajiniy de l'ouïezd d'Olonets du gouvernement d'Olonets.

## Démographie
Recensements (*) et estimations de la population,,,,,,,:
| 1879 | 1885 | 1905 | 1979* | 1989* |
| ---- | ---- | ---- | ----- | ----- |
| 165  | 148  | 221  | 3 996 | 3 956 |

| 2002 * | 2007  | 2010* | 2017  | 2021* |
| ------ | ----- | ----- | ----- | ----- |
| 2 941  | 2 700 | 2 754 | 2 638 | 2 483 |

| 2023  | - | - | - | - |
| ----- | - | - | - | - |
| 2 402 | - | - | - | - |

## Galerie

Vajiny :
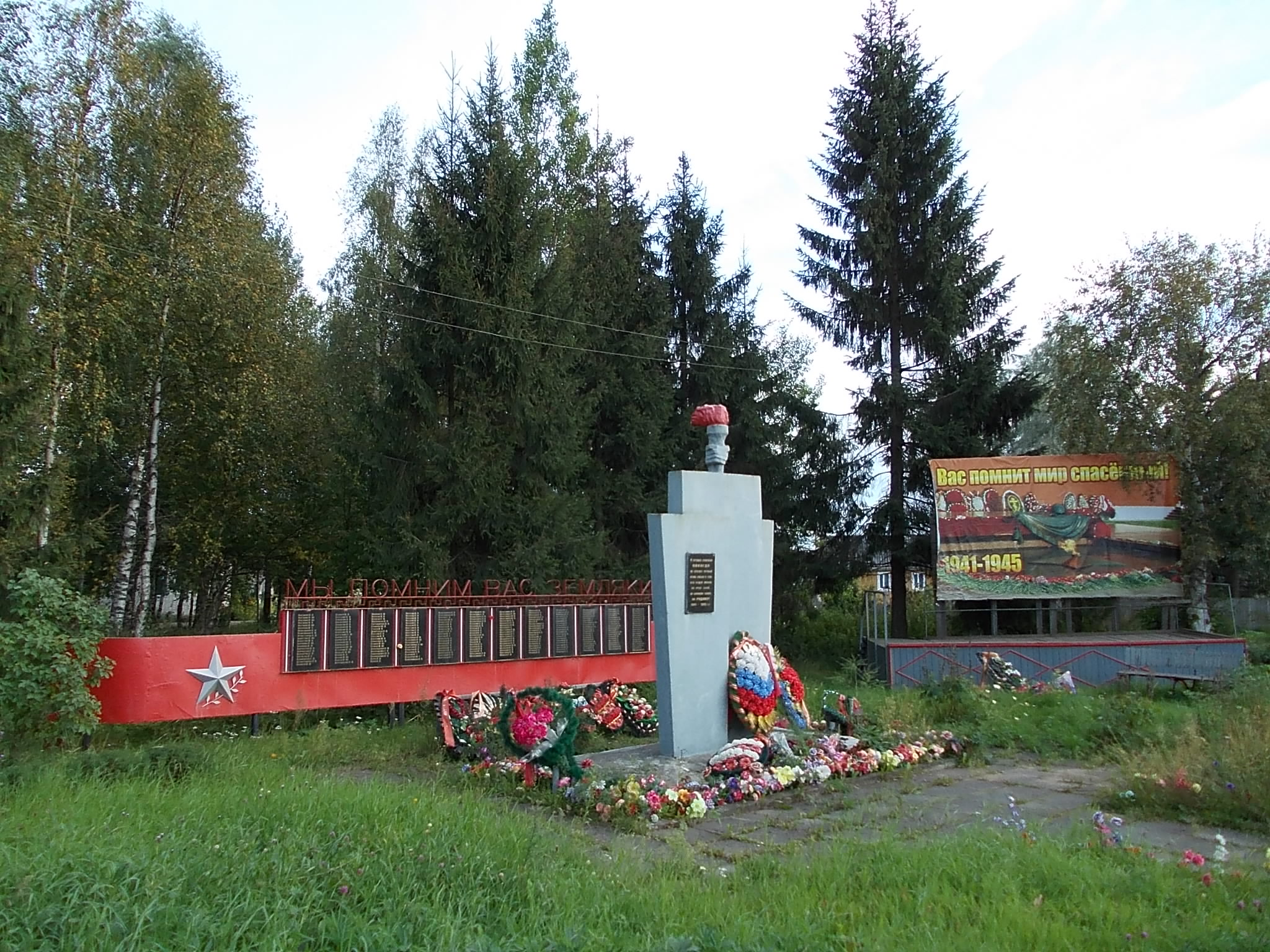
Monument aux morts.
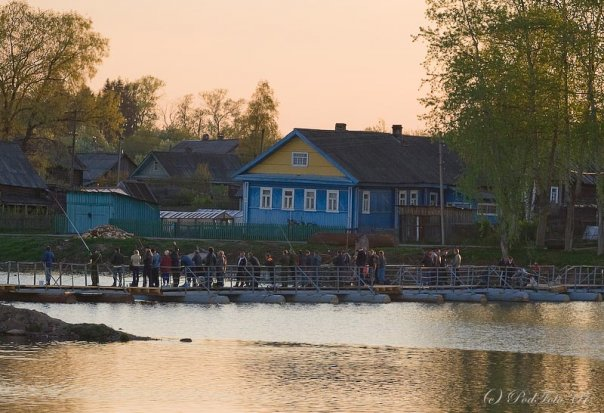
Pont en bois.
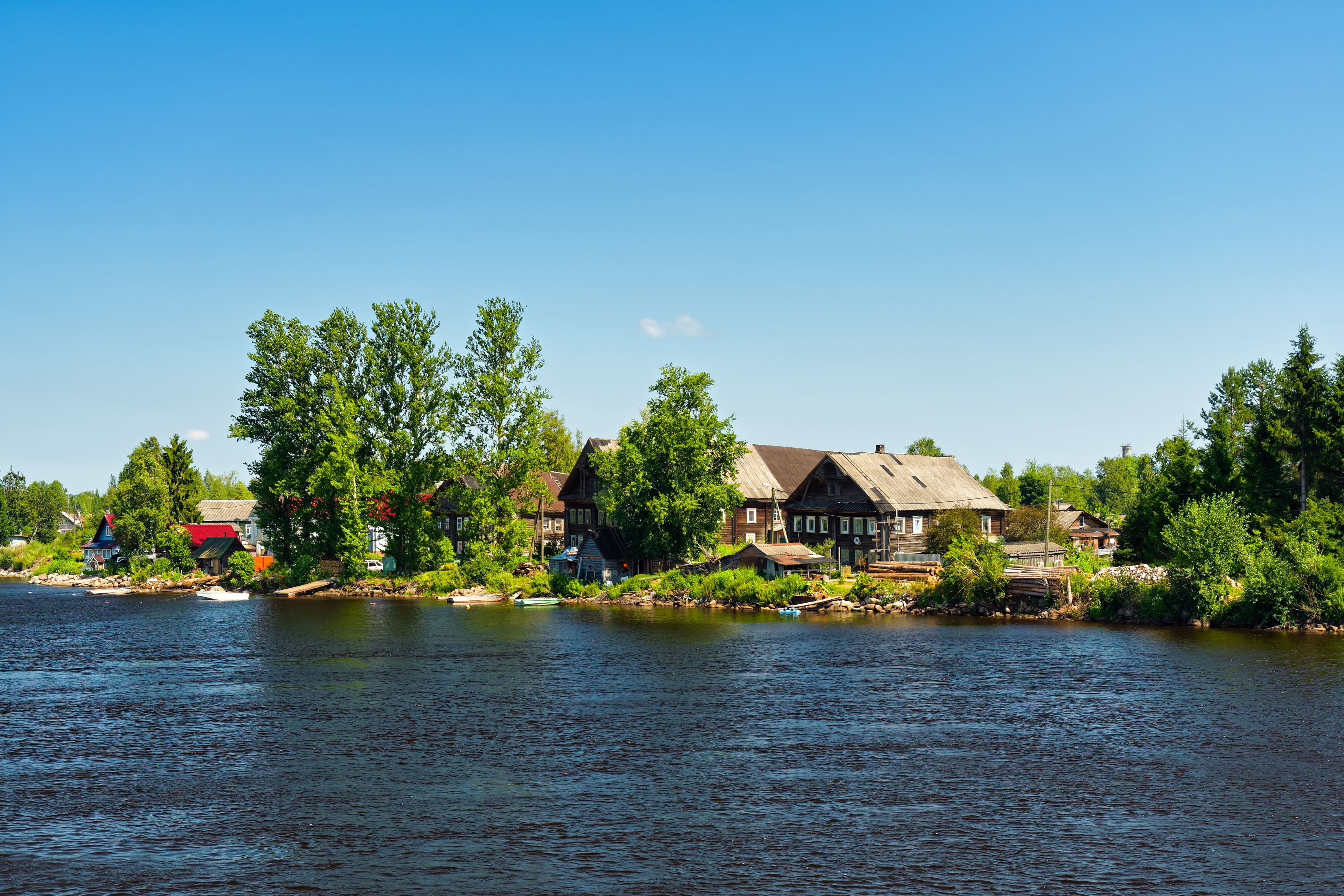
Maisons.